# Mark Nichols (Badminton)
Mark Nichols (* 8. August 1970) ist ein australischer Badmintonspieler. 

## Karriere
Mark Nichols gewann 1992 die Australian Open. 1993 und 1994 folgten dort weitere Gewinne. 1994 gewann er auch Bronze bei den Commonwealth Games. 1993 nahm er an den Badminton-Weltmeisterschaften teil.

## Sportliche Erfolge
| Saison | Veranstaltung      | Disziplin    | Platz | Name                           |
| ------ | ------------------ | ------------ | ----- | ------------------------------ |
| 1992   | Australian Open    | Herrendoppel | 1     | Peter Blackburn / Mark Nichols |
| 1993   | Australian Open    | Mixed        | 1     | Mark Nichols / Amanda Hardy    |
| 1993   | Australian Open    | Herrendoppel | 1     | Peter Blackburn / Mark Nichols |
| 1994   | Commonwealth Games | Herrendoppel | 3     | Peter Blackburn / Mark Nichols |
| 1994   | Australian Open    | Mixed        | 1     | Mark Nichols / Amanda Hardy    |
| 1994   | Australian Open    | Herrendoppel | 1     | Peter Blackburn / Mark Nichols |